# 공지로
공지로(Kongji-ro)는 강원특별자치도 춘천시 석사동 에서 춘천시 소양동 을 잇는 도로이다.

## 주요 경유지
강원특별자치도
- 춘천시 (석사동 . 효자동 . 근화동)

## 노선
| 이름                  | 접속 노선  | 소재지 | 소재지 | 비고 |
| --------------------- | ---------- | ------ | ------ | ---- |
| (태백교 남단)         | 영서로     | 춘천시 | 석사동 |      |
| 태백교                |            | 춘천시 | 석사동 |      |
| 거두사거리            | 춘천순환로 | 춘천시 | 석사동 |      |
| 석사사거리            | 후석로     | 춘천시 | 석사동 |      |
| 강대삼거리            | 백련로     | 춘천시 | 효자동 |      |
| 법원삼거리            | 남춘로     | 춘천시 | 효자동 |      |
| 효자사거리            | 효자로     | 춘천시 | 효자동 |      |
| 남부사거리            | 춘천로     | 춘천시 | 효자동 |      |
| 근화사거리            | 중앙로     | 춘천시 | 근화동 |      |
| (스카이워크앞 삼거리) | 영서로     | 춘천시 | 근화동 |      |

## 주요 건물 및 시설
- HD현대오일뱅크 석사주유소 (공지로 49/석사동 116-27)
- 농협 동춘천농협 거두지점 (공지로 72/거두리 929-4)
- 농협 동춘천농협 하나로마트 거두점 (공지로 80/거두리 929-2)
- CU 춘천신우아파트점 (공지로 111/석사동 682-1)
- GS25 춘천교대점 (공지로 124/석사동 311-4)
- 춘천교육대학교 (공지로 126/석사동 339)
- 맘스터치 석사점 (공지로 155/석사동 495-14)
- 도미노피자 춘천석사점 (공지로 220/효자동 280)
- 농협 춘천철원화천양구 축산농협 하나지점 (공지로 226/효자동 279-19)
- 춘천지방법원 (공지로 284/효자2동 356)
- 농협 춘천법원출장소 (공지로 284/효자동 356)
- 춘천효자동우체국 (공지로 287/효자동 709-8)
- 춘천지방검찰청 (공지로 288/효자동 398)
- 이마트24 춘천양우아파트점 (공지로 311/효자동 701)
- 춘천교육대학교 부설초등학교 (공지로 316/효자동 420)
- 한국토지주택공사 강원지사 (공지로 337/효자동 692-10)
- 현대자동차 춘천지점 (공지로 359/효자동 685)
- 넥센타이어 타이어테크 우림타이어 (공지로 370/효자동 674-7)
- GS칼텍스 대성주유소 (공지로 443/근화동 284-4)
- GS25 춘천터미널점 (공지로 450/근화동 711-3)
- GS25 춘천엘타워점 (공지로 455/근화동 267-1)
- 춘천역 (공지로 591/근화동 190)